# Bertín Osborne
Norberto Juan Ortiz Osborne, conosciuto come Bertín Osborne (Madrid, 7 dicembre 1954), è un cantante, showman e attore televisivo spagnolo.

## Biografia
Appartiene a una nota famiglia aristocratica fascista essendo figlio del conte Enrique Ortiz y López-Valdemoro.
Il suo album di debutto, prodotto da Danilo Vaona,  risale al 1981 e raccoglie canzoni come Amor Mediterráneo, Tu solo Tu, Perdóname (del famoso compositore e cantante Camilo Sesto), Qué nos pasa esta mañana (del compositore Juan Carlos Calderón) e  Adiós Lucía. L'anno successivo, sempre con Danilo Vaona, ha inciso Como un Vagabundo.
In Italia si è fatto conoscere grazie alla partecipazione al Festival di Sanremo 1983 con Eterna Malattia scritta da Enzo Malepasso e Luigi Albertelli. Successivamente a questa partecipazione inciderà quello che sarà il suo primo lp in italiano chiamato anch'esso Eterna Malattia (disco Ariston - ARLP 12401). Questo disco presenta oltre al brano omonimo anche alcuni dei suoi successi spagnoli in versione italiana.
Nel 1984 ha inciso Notte d'estate sigla del programma televisivo Sotto le Stelle: il brano è tratto dal secondo album italiano dell'artista spagnolo, intitolato Cavaliere in libertà (disco Ariston - ARLP 20420). Con questa incisione si è chiusa la sua esperienza italiana.
Tra i suoi ultimi lavori discografici è da menzionare Sabor a México.
Conduce show televisivi nel suo Paese dal 1992, il più recente dei quali è En la tuya o en la mía su La 1, poi diventato Mi casa es la tuya su Telecinco (e conosciuto in Italia come A raccontare comincia tu). Inoltre ha recitato a teatro e in alcune telenovelas messicane.

## Vita privata
Si è sposato due volte e ha avuto sei figli, quattro di primo letto (di cui uno deceduto all'età di un anno) e due di secondo.

## Discografia italiana
- 1983 - Eterna Malattia (Ariston -  ARLP 12401)
- 1984 - Cavaliere in libertà (Ariston - ARLP 20420)